# Chaitanya Mahaprabhu
Chaitanya Mahaprabhu (1486-1534?) va ser un sant indi del segle XV que és considerat com l'avatar combinat de Radha i Krishna pels seus deixebles i diverses escriptures. La manera de Chaitanya Mahaprabhu d'adorar Krishna amb cançons i danses extàtiques va tenir un efecte profund en el Vaishnavisme a Bengala. També va ser el principal defensor de la filosofia vedàntica d’Achintya Bheda Abheda Tattva. Mahaprabhu va fundar Gaudiya Vaishnavism (a.k.a. Brahma-Madhva-Gaudiya Sampradaya). Va exposar el Bhakti ioga i va popularitzar el cant del Maha-mantra Hare Krishna. Va compondre el Shikshashtakam (vuit oracions devocionals).
Va advocar per la recerca de la devoció mística a través de cants repetitius, especialment del mantra Hare Krishna:
Hare Krixna Hare Krixna
Krixna Krixna Hare Hare
Hare Rama Hare Rama
Rama Rama Hare Hare
Chaitanya de vegades s'anomena Gauranga o Gaura a causa de la seva complexió semblant a l'or fos. El seu aniversari se celebra com a Gaura-purnima. També es diu Nimai perquè va néixer sota un arbre de Neem.

## La seva vida
Chaitanya significa "el que és conscient" (derivat de Chetana, que significa "Consciència"); Maha significa "Gran" i Prabhu significa "Senyor" o "Mestre". Chaitanya va néixer com a Vishvambhar Mishra, el segon fill de Jagannath Mishra. Jagannath i la seva dona, Sachi Devi, la filla de Nilambara Chakravarti, eren tots dos brahmans de Sylhet. La família de Jagannath Mishra era del poble de Dhakadakshin a Srihatta (Sylhet), i més tard va emigrar a Nabadwip. Les ruïnes de la seva casa ancestral encara sobreviuen a l'actual Bangla Desh.
Segons Chaitanya Charitamrita, Chaitanya va néixer a Nabadwip (a l'actual Bengala Occidental) la nit de lluna plena del 18 de febrer de 1486, en el moment d'un eclipsi lunar.

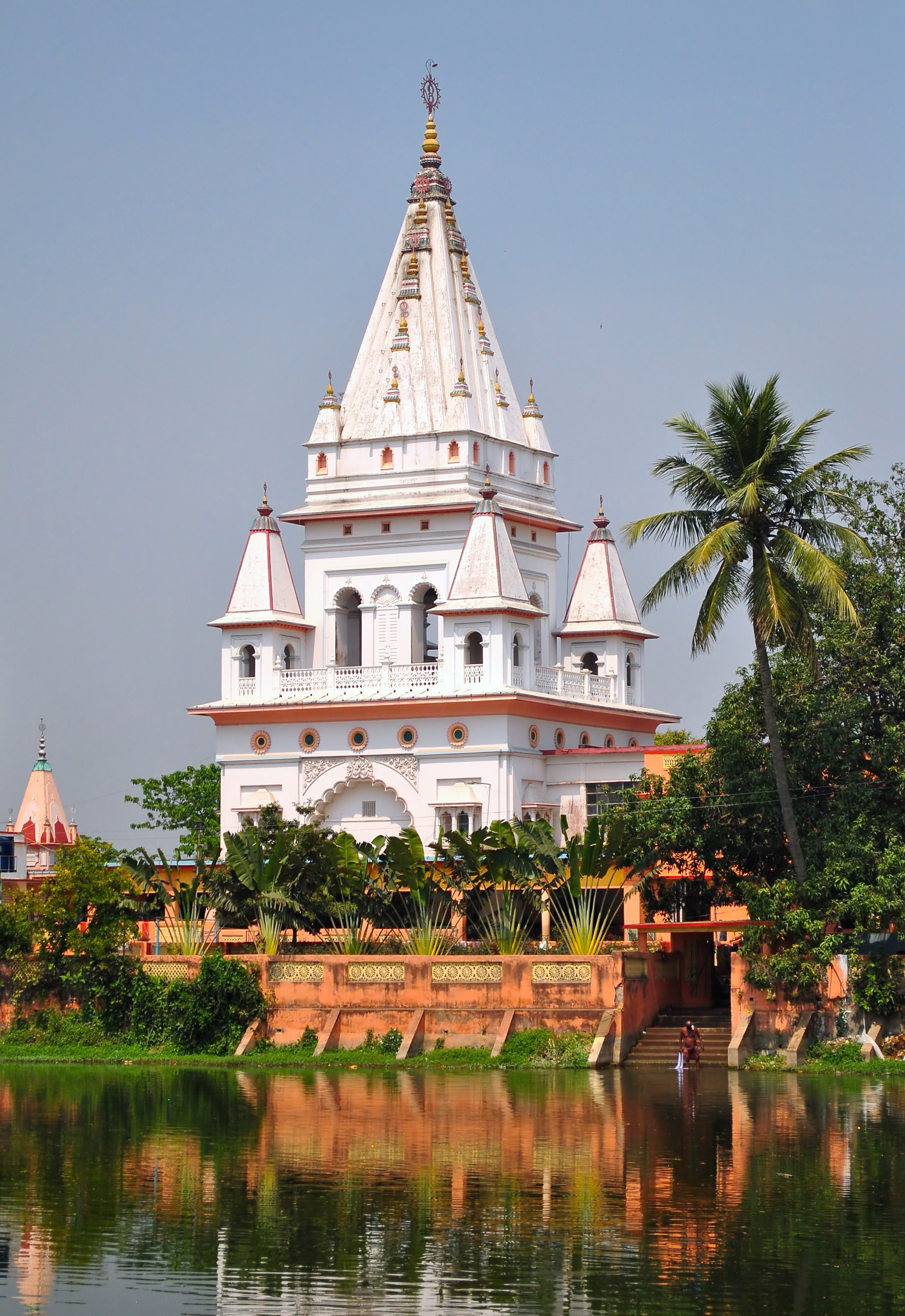
Temple de Yogapith al lloc de naixement de Chaitanya Mahaprabhu establert a la dècada de 1880 per Bhaktivinoda Thakur a Mayapur, Bengala Occidental

També existeixen una sèrie d'històries que expliquen l'aparent atracció de Chaitanya pel cant i el cant dels noms de Krishna des de molt jove, però en gran part això es va percebre com a secundari pel seu interès per adquirir coneixements i estudiar sànscrit. Quan va viatjar a Gaya per realitzar la cerimònia de Śrāddha per al seu pare difunt, Chaitanya va conèixer el seu guru, l'ascètica Ishvara Puri, de qui va rebre la iniciació amb el mantra Gopala Krishna. Aquesta reunió havia de marcar un canvi significatiu en la perspectiva de Chaitanya i, al seu retorn a Bengala, els Vaishnavas locals, encapçalats per Advaita Acharya, es van quedar sorpresos pel seu sobtat "canvi de cor" extern (d'"estudiós" a "devot") i aviat Chaitanya es va convertir en el líder eminent del seu grup Vaishnava dins de la Nadia.
Després de deixar Bengala i rebre l'entrada a l'ordre sannyasa per Swami Kesava Bharati, Chaitanya va viatjar per tota l'Índia durant diversos anys, cantant els noms divins de Krishna constantment. En aquella època va viatjar a peu recorrent molts llocs com Baranagar, Mahinagar, Atisara i, finalment, Chhatrabhog. Chhatrabhog és el lloc on es van trobar la deessa Ganga i Shiva, llavors cent boques de Ganga eren visibles des d'aquí. Des de la font del Chaitanya Bhagavata de Vrindavana Dasa, es va banyar a Ambulinga Ghat de Chhatrabhog amb companys íntims amb un gran cant de cor (kirtan). Després de quedar-s'hi una nit, va marxar cap a Puri en vaixell amb l'ajuda de l'administrador local Ram Chandra Khan. Va passar els últims 24 anys de la seva vida a Puri, Odisha, la gran ciutat del temple de Jagannath al Radhakanta Math. El rei Gajapati, Prataprudra Dev, considerava a Chaitanya com l'avatar de Krishna i era un mecenes entusiasta i devot de les reunions de recitació (sankeertan) de Chaitanya. Va ser durant aquests anys que els seus seguidors creuen que Chaitanya s'ha enfonsat profundament en diversos tràns de l'Amor Diví (samādhi) i va realitzar passatemps d'èxtasi diví (bhakti).
Vrindavan, la terra de Radha Rani, la "Ciutat dels Temples" té més de 5000 temples per mostrar els passatemps de Radha i Krishna. L'essència de Vrindavan es va perdre amb el temps fins al segle xvi, quan va ser redescoberta per Chaitanya. L'any 1515, Chaitanya va visitar Vrindavan, amb el propòsit de localitzar els llocs sagrats perduts associats als passatemps transcendents de Krishna. Va vagar pels diferents boscos sagrats de Vrindavan en un tràngol espiritual d'amor diví. Es creia que pel seu poder espiritual diví, va poder localitzar tots els llocs importants dels passatemps de Krishna a Vrindavan i als voltants, inclosos els set temples principals o sapta devalay, que són adorats pels Vaishnavas en la tradició Chaitanya fins avui.

## Biografies
Hi ha nombroses biografies disponibles de l'època que donen detalls de la vida de Chaitanya, les més destacades són la Chaitanya Charitamrita de Krishnadasa Kaviraja, l'anterior Chaitanya Bhagavata de Vrindavana Dasa (ambdues escrites originalment en bengalí però ara estan àmpliament disponibles en anglès i altres idiomes), i el Chaitanya Mangala, escrit per "Lochana Dasa". Aquestes obres estan en bengalí amb alguns versos en sànscrit intercalats. A més d'aquestes, hi ha altres biografies en sànscrit compostes pels seus contemporanis. També hi ha Caitanya Caritāmṛta Mahākavya de Kavi Karnapura i Śrī Kṛṣṇa Caitanya Carita Maha-Kavya de Murari Gupta.
Obres sobre Chaitanya:
- Krsna-Caitanya-Caritamrta (c. 1513 o 1536–1540; sànscrit)
- Kadcha o crònica (sànscrit)
- Govindadaser Kadcha (bengalí)
- Chaitanya Bhagavata (c. 1535 o 1546–1550; bengalí)
- Krsna-Caitanya-caritra-mahakavya (c. 1535)
- Chaitanya-chandrodaya-kaumudi (bengalí)
- Gaura-ganoddesha-dipika (c. 1576)

Per Kavi Karnapura (Paramanand Sen).
- Chaitanya-samhita (bengalí)
- Chaitanya-vilasa (c. 1500; Odia)
- Gauranga-vijay (c. 1500)
- Sriman-mahaprabhor-asta-kaliya-lila-smarana-mangala-stotram (c. finals del 1600; sànscrit)
- Sri Gauranga-Lilamrta (c. finals del segle 600- 1700; bengalí)
- Caitanya-upanisad
- Sri Caitanya-caranamrta Bhasva (1887)
- Amrita-pravaha-bhashya (c. finals del 1800 - principis del 1900; sànscrit)
- Anubhāsya (1915)

Per Bhaktisiddhanta Sarasvati. Comentari al Caitanya-caritāmṛta de Krishnadasa Kaviraja
- Śrī Caitanya-caritāmṛta (1974; anglès)
- Krishna-Caitanya, His Life and His Teachings (2014; anglès;ISBN 978-91-981318-1-9)

## Identitat
Segons les hagiografies d'autors del segle xvi, va exposar la seva Forma Universal igual que el Krixna en diverses ocasions, sobretot a Advaita Ācārya i Nityānanda Prabhu.

Quan Rupa Goswami va conèixer per primera vegada el Chaitanya Mahaprabhu, va veure la divinitat en ell i va compondre el següent vers:
| « | "Oh l'encarnació més generosa! Vostè és el mateix Krishna que apareix com a Sri Krishna Caitanya Mahaprabhu. Has assumit el color daurat de Srimati Radharani, i estàs distribuint àmpliament l'amor pur per Krishna. Us oferim els nostres respectuosos reverències." | » |

L'evidència de la creença que el Chaitanya Mahaprabhu és una encarnació del Senyor Krishna es troba al Srimad Bhagavatam:
| « | A l'era de Kali, les persones intel·ligents realitzen cants congregacionals per adorar l'encarnació de Deu que canta constantment els noms de Kṛṣṇa. Tot i que la seva complexió no és negrosa, ell mateix és Kṛṣṇa. L'acompanyen els seus col·laboradors, servents, armes i companys confidencials. | » |

| « | D'aquesta manera, Senyor meu, apareixes en diverses encarnacions com un ésser humà, un animal, un gran sant, un dimoni, un peix o una tortuga, mantenint així tota la creació en diferents sistemes planetaris i matant els principis demoníacs. Segons l'edat, Oh Senyor meu, tu protegeixes els principis de la religió. A l'era de Kali, però, no us afirmeu com la personalitat suprema de Déu i, per tant, se us coneix com Triyuga, o el Senyor que apareix en tres yugas. | » |

També en algunes altres escriptures com Vishnu Sahasranāma, Bhavishya Purana, Padma Purana, Garuda Purana hi ha referències que Chaitanaya Mahaprabhu és l'encarnació de Krishna. Evidències com el vers Krishna-varnam SB 11.5.32 tenen moltes interpretacions per part dels estudiosos, inclòs Sridhara Svami, que és acceptat com a autoritat pel mateix Mahaprabhu.
Gaudiya Vaishnavas consideren que Chaitanya és el mateix Senyor Krishna, però apareix en la forma coberta (avatar channa) que va aparèixer al Kali Yuga com el seu propi devot per mostrar la manera més fàcil d'aconseguir la consciència de Krishna. El Gaudiya Vaishnava acharya Bhaktivinoda Thakura també havia descobert el rar manuscrit de Chaitanya Upanisad de la secció Atharvaveda, que revela la identitat de Chaitanya. Hi ha diverses evidències a les escriptures hindús per demostrar que Chaitanya Mahaprabhu no era diferent de Krishna. A diferència dels altres avatars de Krishna, no va matar cap dimoni. Mahaprabhu va donar llum al cant de Hare Krishna Mahamantra. Segons Chaitanya Bhagavat, que ofereix una descripció detallada de la vida de Mahaprabhu, Mahaprabhu va fer una predicció que el sant nom de Krishna es cantarà a totes les ciutats i pobles del món i això és evident a la història. La Societat Internacional de la Consciència de Krishna va ser creada per Srila Prabhupada als EUA, va demostrar que la predicció era correcta.

## Ensenyaments

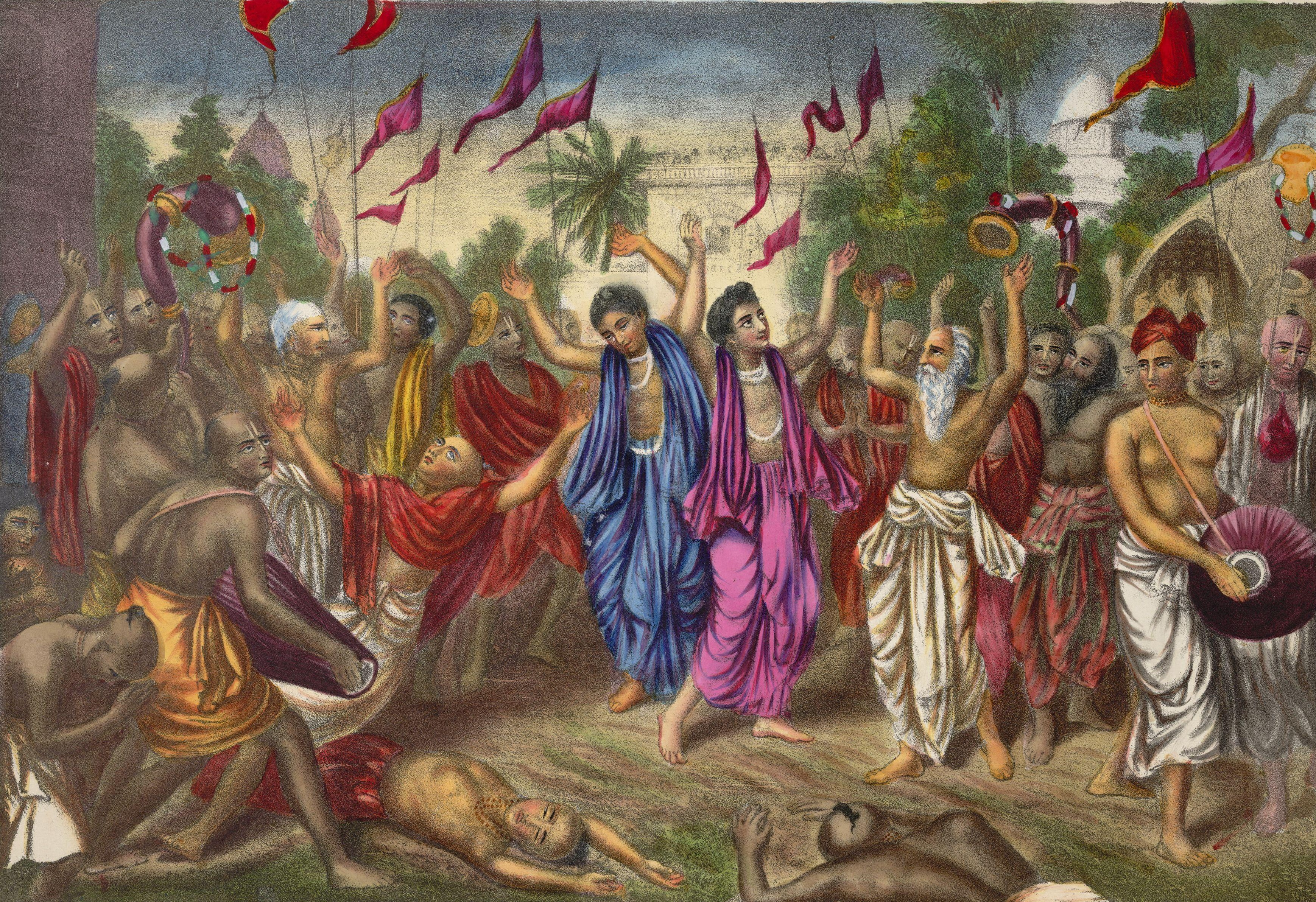
Chaitanya i Nityananda es mostren fent un 'kirtan' als carrers de Nabadwip, Bengala.
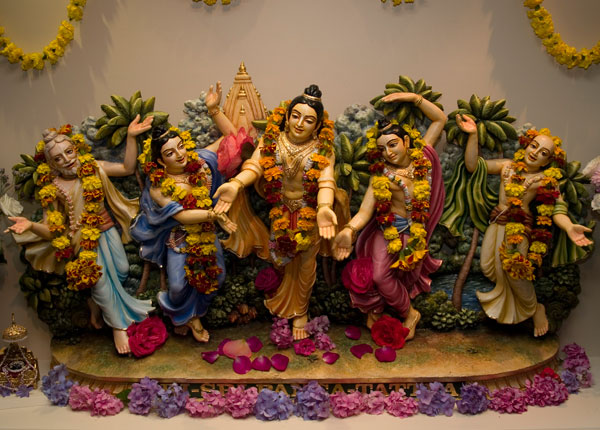
Deïtats Pancha Tattva instal·lades en un altar Vaishnava. D'esquerra a dreta: Advaita Acharya, Nityananda, Chaitanya, Gadadhara Pandita, Srivasa.
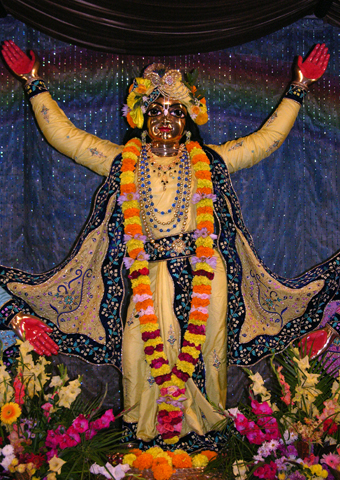
Estàtua de Chaitanya Mahaprabhu.

Els ensenyaments directes de Chaitanya estan registrats en versos sànscrits anomenats Siksastakam (tot i que, a Vaishnava Padavali es diu: "El mateix Chaitanya va escriure moltes cançons sobre el tema Radha-Krishna").
Els ensenyaments epistemològics, teològics i ontològics de Chaitanya es resumeixen en deu principis arrels anomenats dasa mula.
1. Les declaracions d’amnaya (escriptura) són la prova principal. Amb aquestes afirmacions s'ensenyen els nou temes següents.

1. Krishna és la Veritat Absoluta Suprema.[41]

1. Krishna està dotat de totes les energies.

1. Krishna és la font de tots els rasa: el sabor, la qualitat o l'extació/emocions espirituals.[42]

1. Les jivas (ànimes individuals) són totes parts separades del Senyor.

1. En l'estat lligat (no alliberat) les jivas estan sota la influència de la matèria, a causa de la seva naturalesa tatastha (marginal).

1. En l'estat alliberat les jivas estan lliures de la influència de la matèria.

1. Les jivas i el món material són tots dos diferents i idèntics al Senyor.

1. La devoció pura és l'única manera d'aconseguir l'alliberament.[43]

1. L'amor pur a Krishna és l'objectiu final.[44]

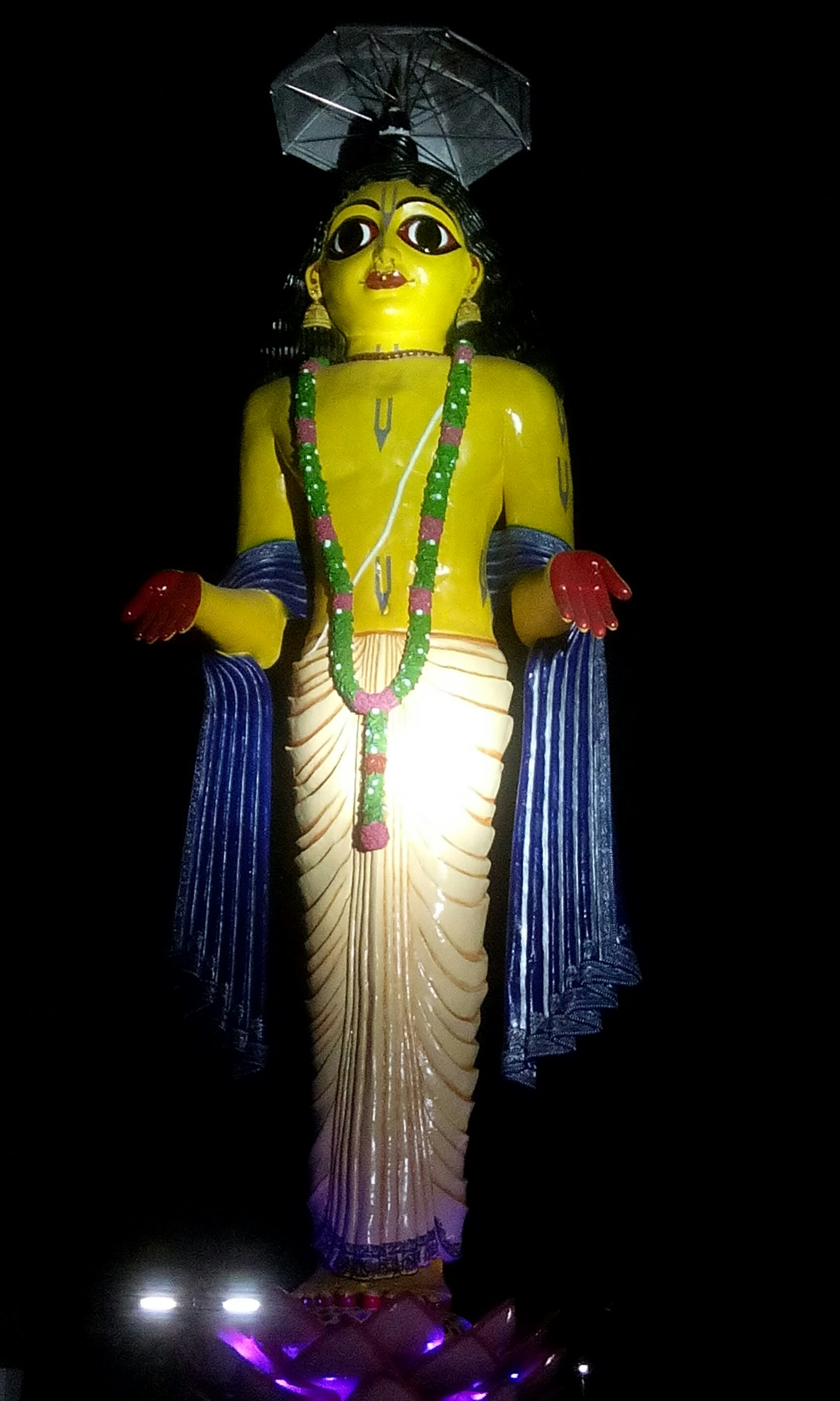
Estàtua de Chaitanya Mahaprabhu de 60 peus a Nabadwip.
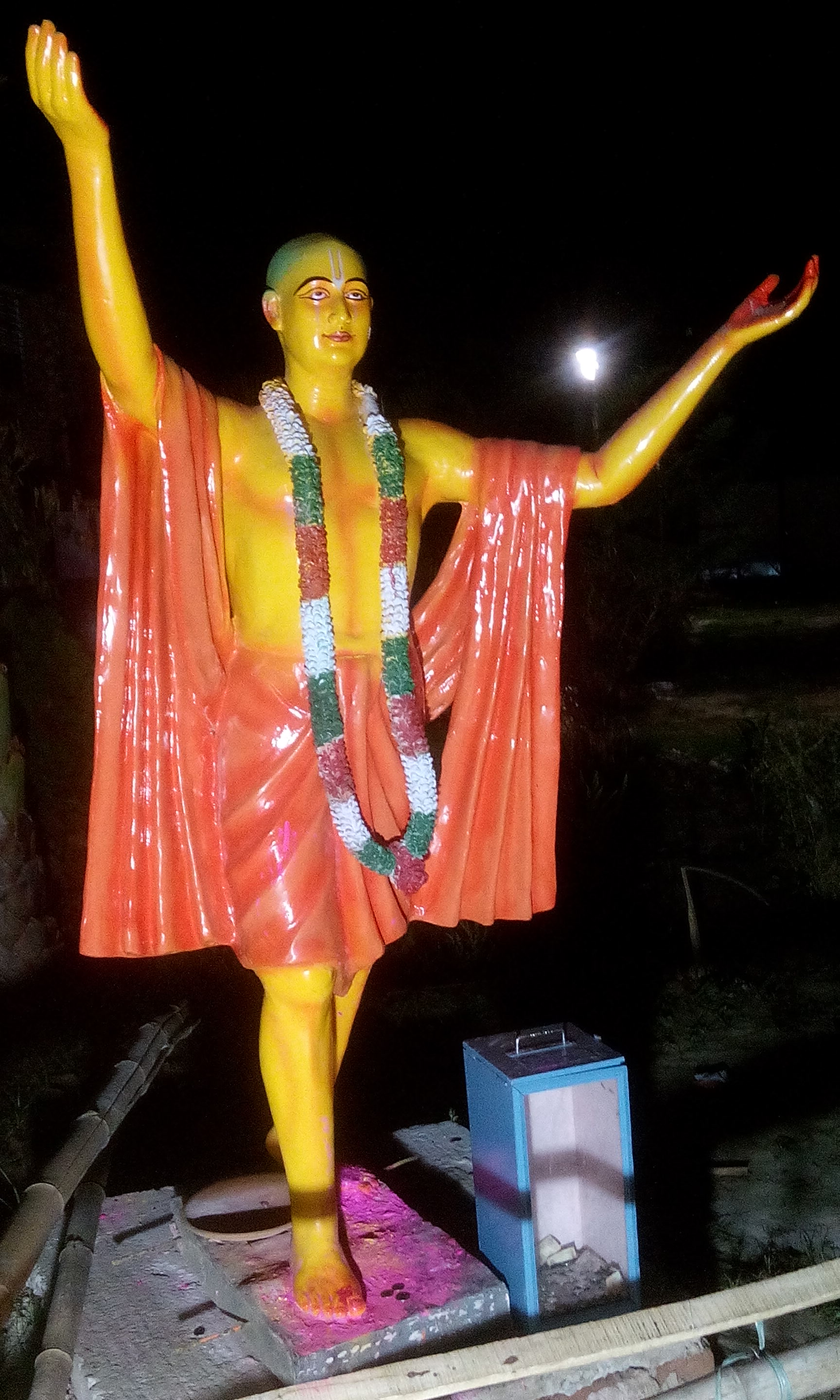
Chaitanya Mahaprabhu a Prachin Mayapur, Nabadwip.
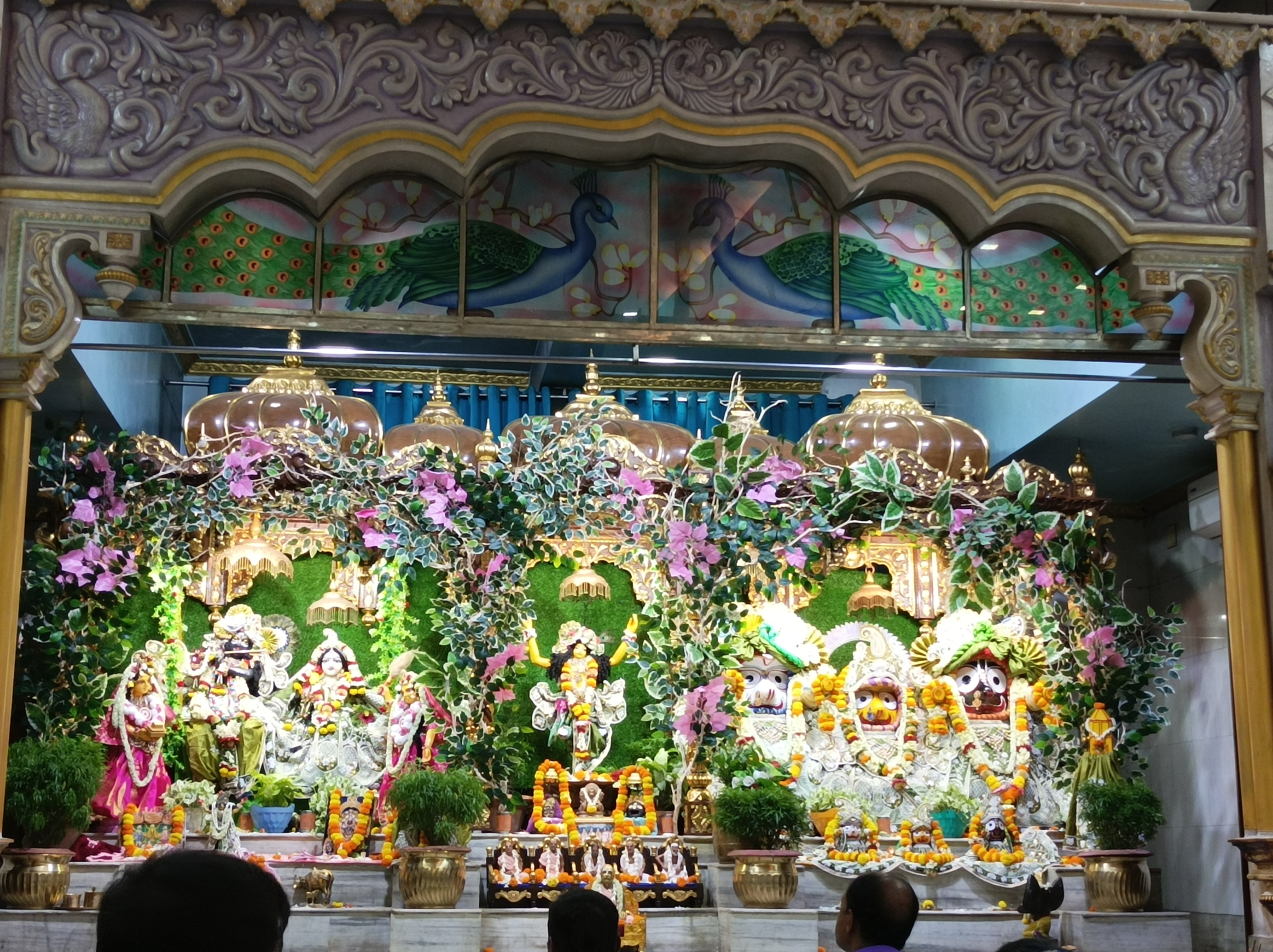
Ídols de Sri Sri Radha Madhava, Jagannath, Balarama, Subhadra i Chaitanya Mahaprabhu (al mig), al Temple del Planetari Vèdic (ISKCON Mayapur) a Mayapur.
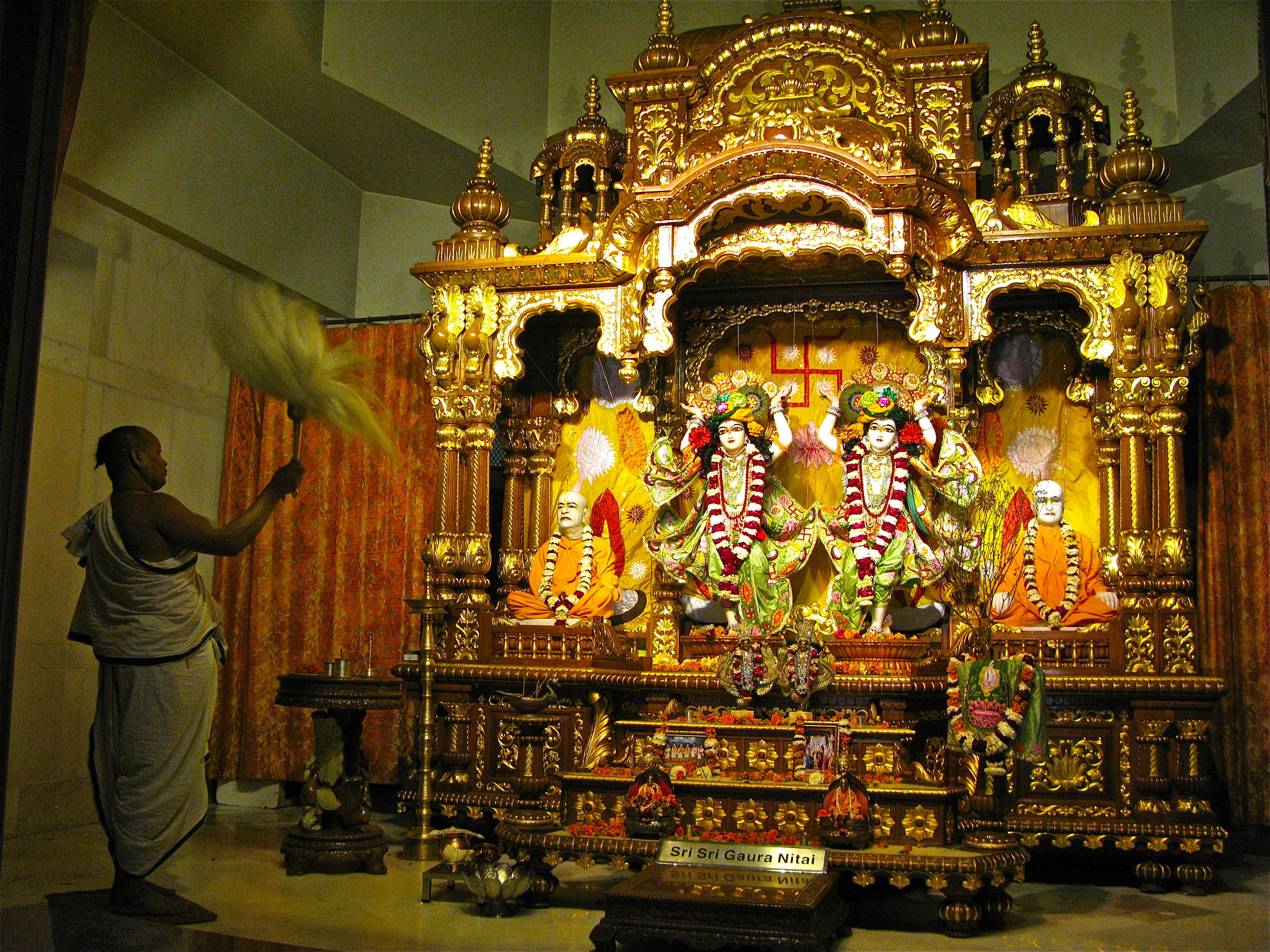
Santuari Gaura Nitai al temple ISKCON Delhi.